# Bouea
Bouea is een geslacht uit de pruikenboomfamilie (Anacardiaceae). De soorten komen voor van Bangladesh tot in Zuid-China en West-Maleisië.

## Soorten
- Bouea macrophylla Griff.
- Bouea oppositifolia (Roxb.) Meisn.
- Bouea poilanei Evrard

... · 
Anacardium · 
Bouea · 
Buchanania · 
Cotinus · 
Mangifera · 
Pistacia (Pistache) · 
Protorhus · 
Rhus · 
Schinus · 
Sclerocarya · 
Sorindeia · 
Spondias · 
Toxicodendron · 
...